# 江南造币厂

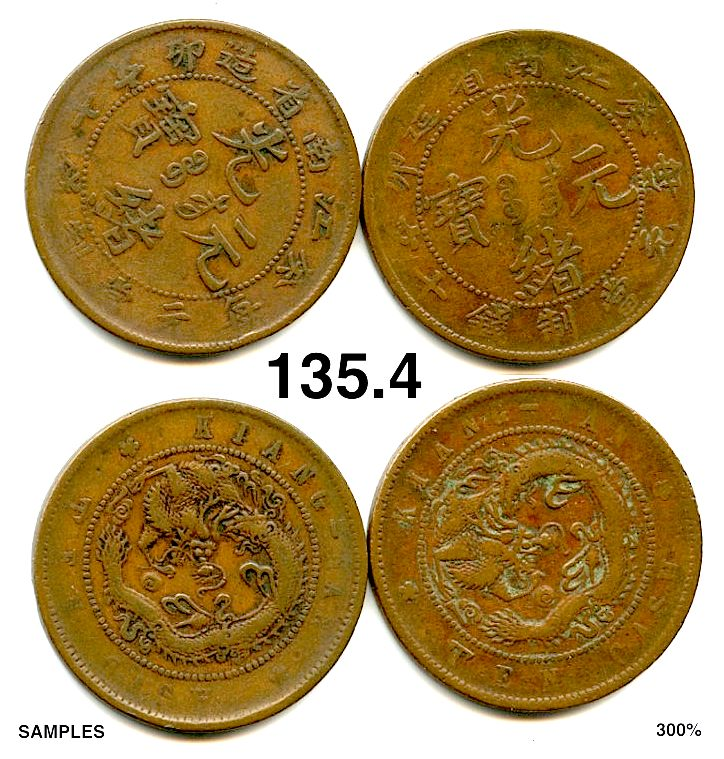
江南省造当十文铜元

江南造币厂，中国清朝末年及民国时期的一个重要造币厂，位于今江苏省南京市秦淮区菱角市66号。该造币厂始建于清光绪年间，原称“江南铸造银元制钱总局”，后曾多次改名，民国后改名为“江南造币厂”，1929年关闭。曾铸造了中国近代货币史上知名的“龙洋”、“袁大头”等银元。

## 历史

### 清朝

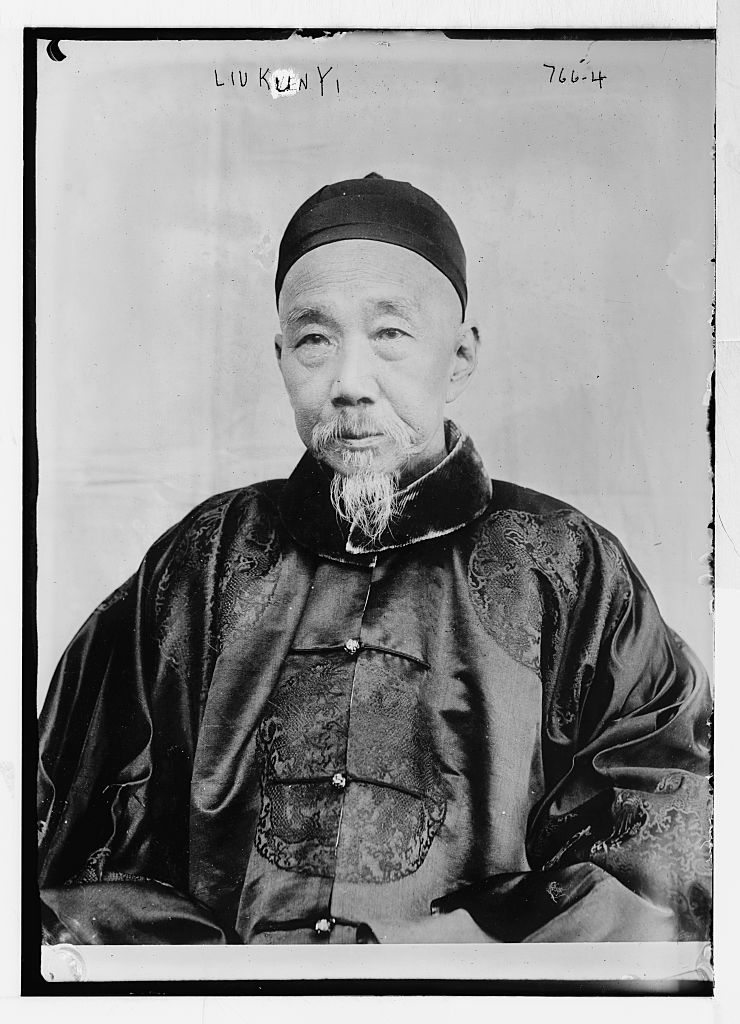
刘坤一

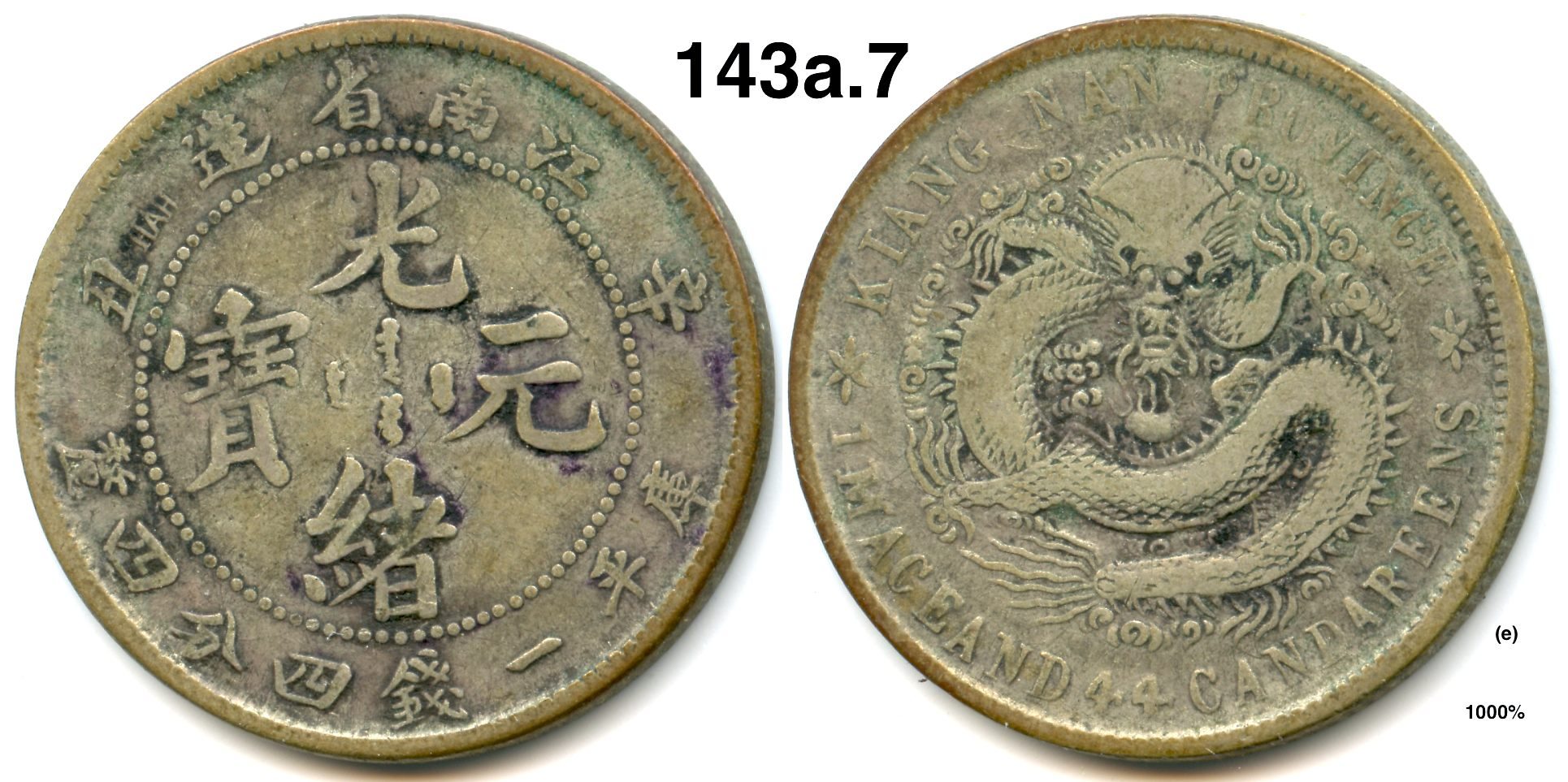
江南局造1钱4分4厘光绪元宝银币，铸有“HAH”标记

银元早在明代就开始流进中国，因最早从外国流入，被称为“洋钱”。清代光绪十三年（1887年）二月，时任两广总督的张之洞获奏准在广东开设银元局试铸银元，由于所铸造的银元在重量比外币加重，发行后多被收藏和熔化取利，未能通行。光绪十四年（1888年），李鸿章再次提议铸银元，并建议新铸造的银元应该与墨西哥銀圓重量相同（既库平七钱二分），与外国银元一齐通行，光绪十六年开始大量铸造发行，因币面有盘龙纹，故被称为“龙洋”。光绪二十一年（1895年），湖北省设局开铸银元。
在广东和湖北两地相继设立造币厂制造银元后，南京地区所用的银元须向湖北造币厂调换，而铜钱则须请广东造币厂附带铸造。光绪二十二年（1896年），时任两江总督的刘坤一奏请在江宁（今南京）设钱局铸造银元得到批准。刘坤一随即在南京西水关云台闸南岸沿河收地44亩，向江南筹防局借银8万两建造厂房，并命人到上海订购制造银元的机器，钱局定名为“江南铸造银元制钱总局”。西水关是当时内外秦淮河交汇处，便于利用水路妥当地运输大量银两和银元。
光绪二十三年秋（1897年），江南铸造银元制钱总局厂房正式建成，下辖铸造银元的东厂和铸造铜钱的西厂。造币机器为刘坤一派人从上海的瑞生洋行采购。1897年10月28日，江南局东厂就铸造出“光绪元宝”银元，1897年铸造的大小银元有五种，正面中为“光绪元宝”四字，下铸币值（即币重）“库平七钱二分”，上为“江南省造”四字。此币未铸年代，但为南京最早正式开局铸造的“龙洋”，收藏界通常称为“老江南”或“江南老龙”。1898年后铸造的正面钱文中加铸了干支纪年，如1898年的为“戊戌”两字，被收藏界称为“新江南”。光绪二十六年（1900年），由于银元的多地铸币造成混乱，清廷下令除广东、湖北两局外的全部裁撤，但在刘坤一的努力下，江南局得以保存。光绪二十七年（1901年），江南铸造银元制钱总局西厂开始铸造铜元。1901年，为提高龙洋的质量，江南局延请英国化验师霍姆斯（H.A.Holmes）到厂，任配合成色教习，此年铸的银元上面铸有“HAH”（霍氏姓名缩写）。光绪二十八年（1902年），由于铜元的铸造获利颇丰，10月添购了铸机5台，每日可铸铜元28万枚，每月可铸700多万枚。同年，志钧被委任为总办；东厂开铸铜元。光绪二十九年（1903年），江南局新设中厂，也铸造铜元。同年，清政府委潘汝杰为总办。东西中三厂统称为老厂，所铸银元隶归江宁藩司。当时铸造的银元，主要在两江总督管辖的范围，即江苏、安徽、江西地区流通。
光绪二十九年四月，清政府设立中央财政处，并在天津设立户部造币总厂，仍留南洋（南京）、北洋（天津）、广东和湖北四局作为分厂。光绪三十年（1904年）四月，在上海制造局添置机器，制造铜元。四月二十二日，张廷杰被任命为总办，七月，派邓矩在上海购办机器，计划在扬州择地筹建铸钱局。十月十四日，潘学祖被任命为总办，改厂名为“江南户部造币分厂”，上海造币局、扬州造币局均归该厂管辖，形成三地五厂的局面。1904年和1905年，苏州城内外建造了两家造币厂铸造铜元，归该厂管辖。光绪三十一年（1905年）8月，复改名“江南银铜元总局”；同年增设铸铜元分厂。光绪三十二年（1906年）2月又改名“江苏江宁户部造币分厂”。同年，苏州造币厂关停。
宣统元年（1909年）四月初一，清政府委江宁知府应德闳管理该厂。宣统二年（1910年），各省银铜厂一律裁撤，专归天津造币总厂铸造，并在武昌、广州、成都、云南、东三省和南京设六处分厂，南京厂称“度支部江宁造币分厂”，即行试铸一元银币，进行“废两改元”的改革。这种正面标注面值的新版大清银币是清政府第一套以“元”为单位的计值币。宣统三年（1911年），辛亥革命爆发后，南京、武昌造币厂新铸的银元未及发行，即拨作军饷而广泛地流用于市场，未进入正常发行。1911年12月2日，苏浙联军攻克了南京，12月8日，江苏都督府任命余成烈为度支部江宁造币分厂总理，林景为协理。因急需开支军费，从12月11日开始该厂仍沿用旧模重新开铸“大清银币”银元。
建厂之后，厂区曾多次扩建，先后增设中厂和新厂，前后共征地121亩，用银30817两，建筑工料费银425500两。当时的厂区东至菱角市街，北至回龙街，南拓至土墙，西靠金陵古城墙。

### 民国时期

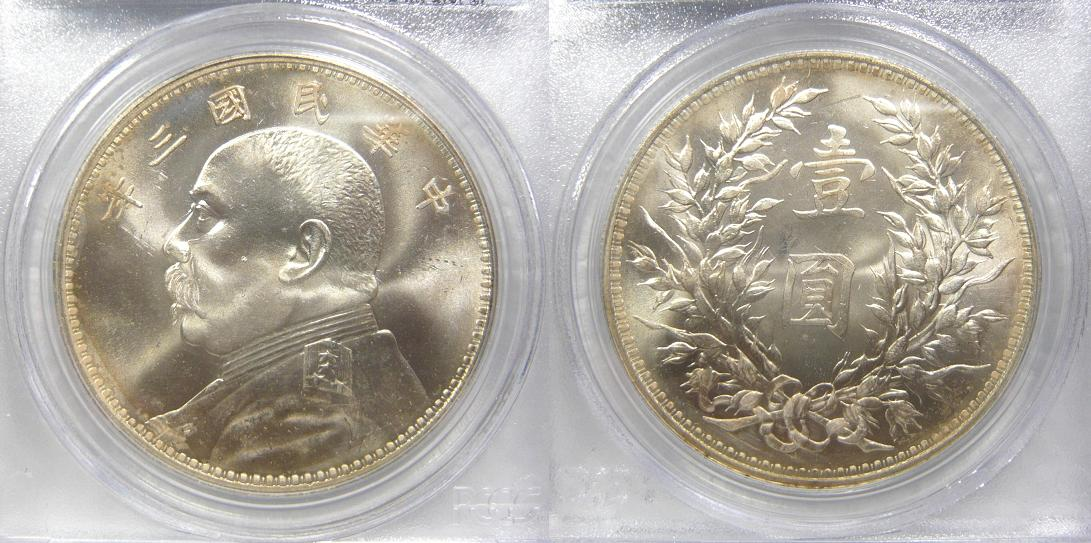
1914中华民国三年袁世凯像（袁大头）壹圆

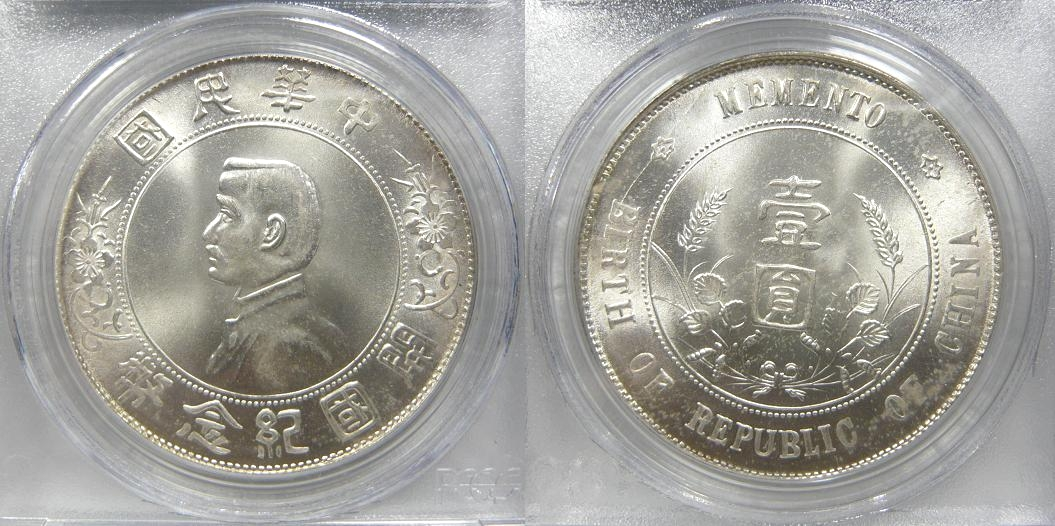
1927中華民國開國紀念幣(孫像六角星)壹圓

1912年1月，该厂改名为“中华民国江南造币厂”，余成烈任总经理，仍以清代旧模铸银元以济军需。1月23日，余成烈、林景上书中华民国临时大总统孙中山，提出将该厂划归财政部。2月10日，该厂正式更名为“中华民国财政部江南造币总厂”，并停止铸造银元，奉命等待民国纪念银币币模批复。3月4日，经孙中山批准，财政部次长王鸿猷兼任造币总厂正厂长，王兼善出任江南造币厂厂长。但此项任命造厂内员工反对，王鸿猷于3月11日请辞兼任，3月14日王兼善辞职，3月15日帮长赵宗蕃代理厂长。
1912年4月，中华民国临时政府迁往北京后，南京留守府以军法科长张孝准兼造币总厂厂长。5月，正式开铸“开国纪念”银币，即俗称“孙小头”银元。该币面值一元，正面为孙中山像，上铸“中华民国”四个字，下有“开国纪念币”五个字，均为隶书。6月14日，南京留守府撤销，张孝准仍任造币总厂厂长。8月，续铸二角金币和二角银币。其中，开国纪念金币重量为9.6克，直径23毫米，是中国近代造币史上第一次铸造纪念金币。9月，北京政府财政部总长周学熙任命夏翊宸为造币总厂厂长。1913年1月，因银元市价低落，造币总厂停铸银元，至此一元开国纪念银元共计铸造了2300余万枚，因生产量大，脱离了纪念币的范畴，成为实际流通货币。
1914年，财政部下令造币总厂更名为“财政部南京造币厂”，还下发了铸造袁世凯像纪念币的新模。5月开始铸造“袁大头”，每天4万枚。同时回收旧币，到了10月，每日铸币14万枚。民国5年（1916年）6月，袁世凯去世，但各厂仍以袁像铸造银元，直到民国16年（1927年），北伐军占领南京，于4月18日成立国民政府后，南京造币厂遂改铸孙中山像的银元。民国十七年（1928年）冬，裁撤天津造币总厂，计划将南京造币厂并入上海造币厂后在上海成立“财政部中央造币厂”。民国十八年（1929年）2月，国民政府财政部训令中央造币厂监理委员会接管南京造币厂，委派徐堪、杨骏两委员办理接管。
从1912年至1928年，该造币厂共铸银元五亿一千多万枚，中元银币247万多枚，二角银币593万多枚，一角银币89万多枚，还有不同种类的铜币30多亿枚。其中，所铸一元钱币占当时流通领域的68.9%。江南造币厂在菱角市存在的32年里，共铸造银元5.41亿元，占全国铸造银元总数的30%。

### 关停与原址利用
1929年，国民政府财政部派员接管南京造币厂，计划将其迁往上海筹建财政部中央造币厂，后因各种原因计划最终落空。1929年6月4日晚，江南造币厂突发火灾，损失惨重。8月，国民政府顺势关闭江南造币厂，财政部将其铸币设备全部运往上海，部人成员也随之迁往上海，造币厂原先的厂房、设施和部分人员转归工商部接管。1930年2月，原江南造币厂厂区被改为度量衡制造所第二厂，供给南方各省的度量衡标本器。1930年7月5日，工商部在原厂区内成立中央工业实验所。1933年4月，原在北平的度量衡制造所迁到南京与第二厂合并，成为全国推行度量衡新制的权威机构，其产品有标本器、测量仪器、钢卷尺、台秤、天平等。1937年，抗战爆发，度量衡制造所、中央工业实验所迁往大后方，原厂设备被破坏，人员离散。抗战胜利后，度量衡制造所在原址复建，但已元气大伤。
1949年中国人民解放军占领南京后，该厂又经过多次合并改造，并最终于1959年9月定名为“南京第二机床厂”。2011年，随着南京工业企业“退城进园”的加快实施，南京第二机床厂搬迁到江宁区。南京第二机床厂原计划将老厂区出售，但中共秦淮区委和秦淮区人民政府得知后，提出应保护历史文化资源，把厂区的树木、房子都留下来，改造成一个的高端产业园。后经南京第二机床厂认可，2012年3月，由秦淮区和南京第二机床厂合作共建的南京国家领军人才创业园在南京第二机床厂原厂区正式挂牌。
据2013年报道，当时南京国家领军人才创业园园区内四十多栋老厂房，几乎都是昔日第二机床厂的厂房，兴建于二十世纪五六十年代以后，仅园区内的三棵银杏树为清代造币厂时期种植的。